# Peace (álbum de Graveyard)
Peace es el quinto álbum de estudio de la banda sueca de hard rock Graveyard. El álbum fue lanzado el 25 de mayo de 2018. La banda anunció inicialmente que estaban grabando un nuevo álbum de estudio en su página de Facebook el 18 de diciembre de 2017, y el 22 de marzo de 2018, la banda anunció el primer avance del álbum, que presentaba el nombre, la fecha de lanzamiento y la portada del álbum, con una fuente en un campo con árboles.
Es el primer álbum de estudio de la banda desde su reunión en 2017 después de su separación en septiembre de 2016, y también es su primer álbum de estudio con el nuevo baterista, Oskar Bergenheinm, que ingresó a la banda después de la partida de Axel Sjöberg.[cita requerida] El álbum fue producido por Chips Kiesbye. 

## Antecedentes y recepción
El sonido del álbum es notablemente más pesado que en todos los álbumes anteriores, con guitarras más distorsionadas y voces más fuertes. El álbum tuvo una gran recepción en Europa, y se convirtió en el primer álbum de estudio de la banda desde Hisingen Blues en 2012 en alcanzar el número 1 en las listas de álbumes suecos.
El 5 de abril de 2018, se lanzó el primer sencillo del álbum, «Please Don't» y el 11 de mayo del mismo año, se lanzó el segundo sencillo «The Fox».[cita requerida]